# Plebiscito constitucional de Corea del Sur de 1987

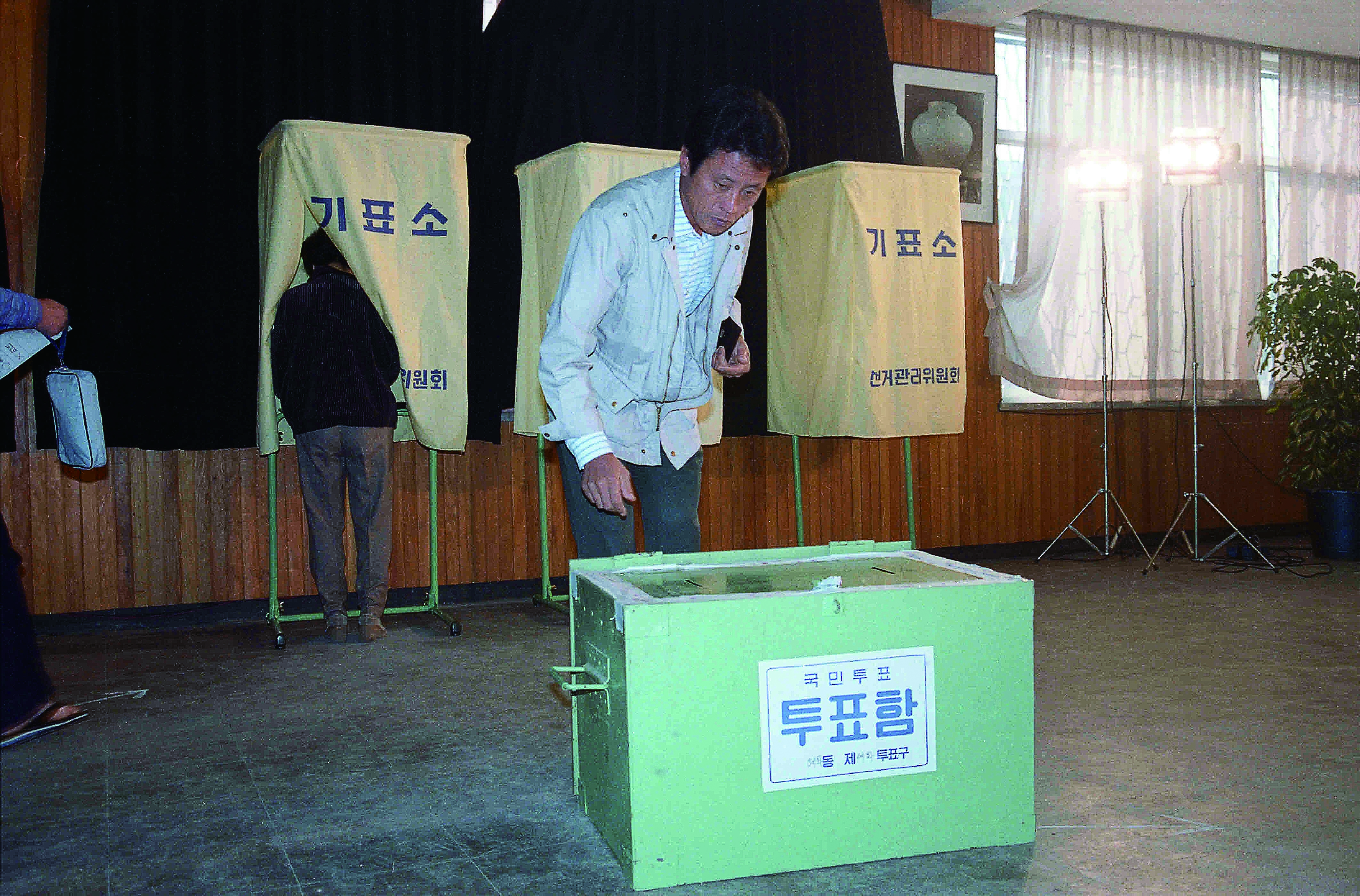
Surcoreano participando en la consulta.

Un plebiscito constitucional fue realizado en Corea del Sur el 28 de octubre de 1987.La consulta preguntó a los surcoreanos si querían cambiar a un modelo de elección directa del presidente. Los cambios a la Constitución de la República de Corea fueron aprobados con el 94,4% de los votos, con una participación del 78,2%.

## Resultados
| Opción                  | Votos      | %     |
| ----------------------- | ---------- | ----- |
| A favor                 | 18.640.625 | 94,4% |
| En contra               | 1.092.702  | 8,4%  |
| Votos en blanco o nulos | 295.345    | -     |
| Total                   | 20.028.672 | 100%  |
| Fuente: Nohlen et al.   |            |       |